# Tour Internationale d’Annaba
Die Tour Internationale d’Annaba (kurz: Tour d’Annaba) ist ein algerisches Straßenradrennen. Das Etappenrennen führt durch die Region rund um die Stadt Annaba.
Das Radrennen wurde 2015 erstmals ausgetragen. Es gehört der UCI Africa Tour an und ist in der UCI-Kategorie 2.2 eingestuft. Vorläufer des Rennens war der Grand Prix d’Annaba, ein Etappenrennen für Amateure.

## Sieger
- 2015  Abdelbaset Hannachi
- 2016  Luca Wackermann